# Harwich (Massachusetts)
Harwich – miasto w Stanach Zjednoczonych, w stanie Massachusetts, w hrabstwie Barnstable.